# Brabant (vonat)
A Brabant egy TEE vasúti járat volt Franciaország és Belgium között. Az első járat 1963. május 26-án, az utolsó pedig 1995. január 23-án indult. Nevét az egykori Brabanti Hercegségről kapta, mely a jelenlegi Belgium területén helyezkedett el és Brüsszel volt a fővárosa.

## Története
A járat mint Trans Europ Express (TEE) közlekedett 1963 és 1984 között, majd 1984-től InterCity lett. 1987-től bekerült az EuroCity hálózatba, ahonnan 1993-ban ismét visszakerült a TEE járatok közé. Egészen 1995-ig közlekedett, mint TEE járat, helyét a két város között elinduló TGV szolgáltatás vette át.

### Trans Europ Express
A járat elindítását Brüsszel és Párizs közötti megnövekedett utasforgalom indokolta.  Ez volt a 4. TEE járat a két főváros között. Eredetileg úgy tervezték, hogy végig villamos vontatással közlekedik majd a vonat, de az 1963-as nagy lehülés tönkretette a felsővezetékeket, így a járat szerelvényét dízel motorvonattal pótolták.
1963. szeptember 1-ig közlekedtek az SNCF X 2770 sorozatú (RGP 825) dízel motorvonatok. A villamosítás befejezése után a Brabant egy mozdonyvontatású szerelvény lett.
Kezdetben a vonatot az SNCF 26000 sorozatú villamos mozdony vontatta, amelyet 1968. augusztus 2-án a belga SNCB 15 sorozat váltott fel. Tíz évvel később, 1974. szeptember 29-én a korábbi mozdonyokat két különböző nemzetiségű, ám technikailag azonos (SNCF CC 40100 sorozat és SNCB 18 sorozat) típussal helyettesítették.
A személykocsik normál DEV A9 kocsik voltak, amik kényelmetlenebbek voltak, mint a korábban használt RGP 825 motorvonat. 1964. augusztus 2-án a PBA (Párizs, Brüsszel és Amszterdam városok kezdőbetűiből álló rövidítés) személykocsik üzembe állításával ismét a TEE vonatoktól elvárt szintre emelkedett a színvonal.

## Menetrend
| TEE 84    | ország | állomások    | km  | TEE 83    |
| --------- | ------ | ------------ | --- | --------- |
| 5:18 p.m. | BEL    | Brussel Zuid | 0   | 2:05 p.m. |
| **:**     | BEL    | Mons         | 55  | **:**     |
| **:**     | FRA    | St Quentin   | 156 | **:**     |
| 7:43 p.m. | FRA    | Paris Nord   | 310 | 11:45     |